# کالین نیدهم
کالین نیدهم (به انگلیسی: Col Needham) (متولد ۲۶ ژانویه ۱۹۶۷) یک کارآفرین اهل انگلیس است که به عنوان بنیانگذار و مدیرعامل بانک اطلاعات اینترنتی فیلم‌ها (IMDb) شناخته می‌شود. وی از زمان تملک بانک اطلاعات اینترنتی فیلم‌ها (IMDb) توسط آمازون در سال ۱۹۹۸مدیر کل آن بوده‌است.

## اوایل زندگی
نیدهم در دنتون، منچستر بزرگ به دنیا آمد و در جاده استوکپورت بزرگ شد. وی در مدرسه آودنشاو و کالج ششم فرم هاید کلاراندون تحصیل کرد. وی در سال ۱۹۸۸ از دانشگاه لیدز با لیسانس علوم کامپیوتر فارغ‌التحصیل شد.

## حرفه
ببانک اطلاعات اینترنتی فیلم‌ها (IMDb) در سال ۱۹۹۰ آغاز شد در حالی که نیدهم به عنوان مهندس در بریستول در (هیولت پاکارد) کار می‌کرد. این سایت از همان پایگاه اطلاعاتی شخصی فیلم‌های او شکل گرفت، که به یک بولتن اعلانات اینترنتی ساخته می‌شد که از سوابق ساده ساخته می‌شد، در کامپیوترهای اولیه نگهداری می‌شد و افراد زیادی به آنها کمک می‌کردند، که همگی از آنها بیشتر احتیاج داشتند.
در تابستان سال ۱۹۹۶، به لطف اولین کمپین تبلیغاتی مربوط به فیلم بانک اطلاعات اینترنتی فیلم‌ها (IMDb) (برای روز استقلال)، نیدهم هیولت پاکارد را ترک کرد تا به عنوان یک کارمند با حقوق تمام وقت در بانک اطلاعات اینترنتی فیلم‌ها (IMDb) کار کند. در سال ۱۹۹۹، او دو جایزه وبی را برای بانک اطلاعات اینترنتی فیلم‌ها (IMDb) جمع‌آوری کرد.در فوریه ۲۰۱۷، نیدهم تصمیم گرفت تابلوهای پیام را از بانک اطلاعات اینترنتی فیلم‌ها حذف کند، با بیان اینکه تابلوهای پیام «دیگر تجربه مثبت و مفیدی را برای اکثریت قریب به اتفاق بیش از ۲۵۰میلیون کاربر ماهانه ما در سراسر جهان فراهم نمی‌کنند».

## زندگی شخصی
نیدهم در سال ۱۹۸۹ با کارن گاسکین ازدواج کرد. آنها دو دختر دوقلو دارند و در فیلتون، گلوسترشایر زندگی می‌کنند. او طرفدار آهنگسازان کلاسیک روسی اوایل قرن ۲۰، به ویژه دیمیتری شوستاکوویچ است.